# Kevin Kleinberg
Pour les articles homonymes, voir Kleinberg.
Kevin Kleinberg (né le 24 juin 1982  à Los Angeles) est un acteur américain.
Il est connu pour son rôle de Trip, le Ranger vert dans la série télévisée Power Rangers : La Force du temps. Il est diplômé de la Birmingham High School de Van Nuys (Californie) en 2000. Il est d'origine germano-philippine.
Il a comme passion le karaté, le kickboxing et la guitare. Il détient une ceinture rouge en karaté et s'est entraîné au kickboxing pendant 7 ans.

## Filmographie partielle

### Cinéma
- 2004 : L'Enfer d'Ethan : Ethan Mao
- 2018 : The Order de Nick Gillard et David Wald

### Télévision
- 2002  : Power Rangers: Time Force